# 黃頭蕨盲蝽
黃頭蕨盲蝽（学名：Bryocoris (Cobalorrhynchus）为盲蝽科蕨盲蝽屬下的一个种。